# Orsans, Doubs
Orsans är en kommun i departementet Doubs i regionen Bourgogne-Franche-Comté i östra Frankrike. Kommunen ligger i kantonen Vercel-Villedieu-le-Camp som tillhör arrondissementet Pontarlier. År 2022 hade Orsans 179 invånare.

## Befolkningsutveckling
Antalet invånare i kommunen Orsans
Referens:INSEE